# Hemorragia
Una hemorragia (también, sangrado) es la salida de sangre provocada por la ruptura de vasos sanguíneos como venas, arterias o capilares. Puede consistir en un simple sangrado de poca cantidad, como el caso de una pequeña herida en la piel, o de una gran pérdida de sangre que amenace la vida. Es una lesión que desencadena una pérdida de sangre, de carácter interno o externo, y dependiendo de su volumen puede originar diversas complicaciones (anemia, choque hipovolémico, etc.).
Usualmente, cuando usted sangra, su sangre forma coágulos para detener la hemorragia. Un sangrado profuso o severo puede necesitar primeros auxilios o acudir a la sala de emergencias. Si usted tiene un problema de coagulación, su sangre no forma coágulos normalmente.

## Clasificación
Los diferentes tipos de hemorragias se clasifican según su origen anatómico, el tipo de vaso sanguíneo afectado, o la causa que lo originó.

### Según su origen
- Hemorragia externa: Es la hemorragia producida por ruptura de vasos sanguíneos a través de la piel, este tipo de hemorragias es producida frecuentemente por heridas abiertas. Son visibles y se pueden evaluar
- Hemorragia interna: Es la ruptura de algún vaso sanguíneo en el interior del cuerpo. No son visibles ni se pueden evaluar, por lo que se deben considerar como graves.
- Hemorragia exteriorizada: Sangran desde el interior hacia fuera a través de orificios naturales del cuerpo, como en la boca por vómito (hematemesis) o al toser (hemoptisis), la nariz (epistaxis), el oído (otorragia), el recto (rectorragia), la vagina (metrorragia) y la uretra (hematuria). En cualquier parte del aparato digestivo[2] (hemorragia gastrointestinal) y se considera una hemorragia "oculta" la melena (heces negras por sangre digerida). La hemorragia subconjuntival  o hiposfagma en el ojo, es el equivalente a tener un moretón en la piel.[3]

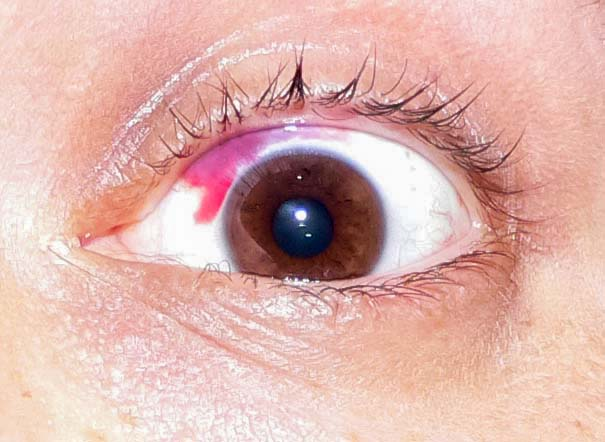
Hemorragia en un ojo.

### Según el tipo de vaso sanguíneo roto
La sangre circula por el interior de los vasos sanguíneos (arterias, venas y capilares), que la transportan por todo el cuerpo. Cuando alguno de estos vasos sanguíneos se rompe, la sangre sale de su interior, originando una hemorragia, interna o externa.
- Hemorragia capilar: Es la más frecuente y la menos grave, pues los capilares sanguíneos son los vasos más abundantes y con poca presión de sangre, ocurre en los raspones o excoriaciones. La sangre fluye en sábana: no se puede visualizar vasos sangrantes.
- Hemorragia venosa: El sangrado procede de pequeñas venas lesionadas y la sangre sale de forma continua, pero sin fuerza: la sangre es de color rojo oscuro.
- Hemorragia arterial: Es la más grave. El sangrado procede de arterias lesionadas y la sangre sale en forma de chorro intermitente cuando las arterias son de mayor calibre: la sangre es de color rojo rutilante. Cuando se trata de arterias de gran calibre como la arteria humeral, femoral o la aorta  si no se trata a tiempo puede llegar a la muerte.

### Según su causa (etiología)
Según la causa que la provoque, puede ser por:[cita requerida]
- rexis: Solución de continuidad o rotura de un vaso, puede ser por una lesión por arma blanca.
- diabrosis: Por corrosión de la pared vascular por tumores, tiene los bordes mal definidos.
- diéresis: Es la hemorragia controlada producida por la incisión quirúrgica, no implica una mala praxis.
- diapédesis:  Es el aumento de la permeabilidad de los vasos sin perder su integridad anatómica con la consiguiente salida de elementos hemáticos. La puede ocasionar una hipoxia y tóxicos. También es la causa de las livideces cadavéricas fijas (Livor mortis).

## Tratamiento de las hemorragias (sangrados)

### Tratamiento general de las hemorragias (sangrados)
En caso de heridas sangrantes, mantener la calma propia y la del paciente en todo momento, y aplicar el procedimiento de primeros auxilios para hemorragias, que consiste en:
1. Avisar llamando a una ambulancia según la gravedad del daño y la pérdida de sangre (es posible consultar una lista de números de teléfonos de emergencia de diversos países donde hablan el español pulsando aquí). Mientras tanto, intentar contener la pérdida de sangre presionando en la herida (o haciendo que el paciente presione allí), pero no arrancar de la herida los objetos clavados peligrosamente de difícil extracción.
2. Identificar la herida y el estado de la víctima. Ver de dónde proviene la sangre, los principales vasos sanguíneos afectados, y cómo es el tipo de herida. Si el estado de la víctima es grave, comprobar su respiración y su pulso, y, si su corazón no latiese, eso requeriría practicar una reanimación cardiopulmonar además de contener las pérdidas de sangre graves. En cualquier caso, observar si las hemorragias de la víctima son externas o internas:
  - Las hemorragias externas son las de la mayoría de los casos: sangrando a través de una ruptura visible en la piel.
  - Las hemorragias internas no dejan ver el punto de origen del sangrado, que es interior, sino que son detectables por síntomas como: dolor, emisión de sangre por los orificios naturales (boca, oídos, ano, etc.), palidez, taquicardia (latidos acelerados), sensación de sed, sudor, etc. Aunque una hemorragia interna no se resuelve con primeros auxilios, sino con cirugía en un centro hospitalario, es posible tumbar al paciente sobre su lado donde tenga el daño, intentando que eso comprima la hemorragia y aminore la pérdida de sangre, o sentarlo encogido con las piernas flexionadas (en cualquier caso, el paciente notaría en qué posición está mejor). No conviene que el paciente inhale la sangre hacia los pulmones (sería preferible que la tragase). El frío puede ayudar a ralentizar la hemorragia interna (por ejemplo, con hielos).
3. Evitar infecciones lavándose las manos con jabón (antes y después de los primeros auxilios). Además, es posible utilizar guantes de tipo médico.
4. Exponer y limpiar la herida. Para ello, sacar o cortar la ropa que la tape. Afeitar o recortar los pelos que obstruyan. Limpiar la herida con un paño humedecido con agua o suero fisiológico, pasándolo desde dentro hacia fuera de la herida.[8] Retirar de la herida los objetos que puedan ser retirados fácilmente. No arrancar de la herida los objetos clavados peligrosamente de difícil extracción, sino fijarlos a la herida para evitar que se muevan durante el traslado de la víctima hacia un centro médico, donde puedan extraerlos con seguridad.Presionar con un tejido limpio es el método habitual para detener la sangre en una hemorragia.

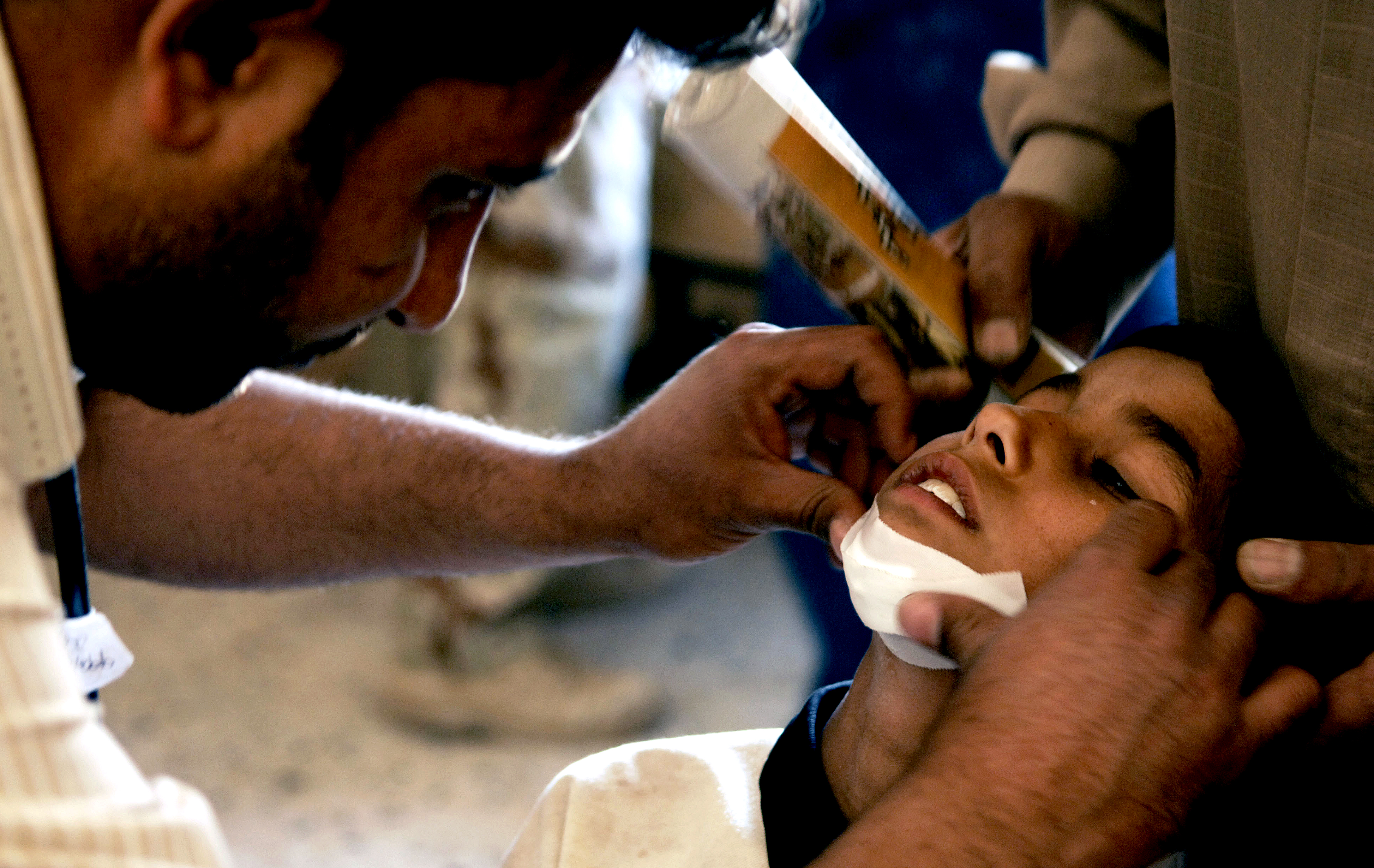
Presionar con un tejido limpio es el método habitual para detener la sangre en una hemorragia.

5. Detener el sangrado de la hemorragia así:
  - El método primero, habitual y más básico es el colocar encima de la herida un paño limpio (o algún tipo de apósito limpio similar: vendas, etc.) y aplicar una presión directa sobre la herida con él, para así contener la emisión de sangre hasta que ésta disminuya o se detenga totalmente. Evitar usar bolas de algodón, pañuelos de papel, o materiales parecidos que se deshagan, si es posible, pues dejan restos en la herida. Si la emisión de sangre no se detiene, colocar un segundo tejido limpio encima del primero y aplicar presión nuevamente.
En las hemorragias de dentro de la nariz, ésta es presionada en toda su parte blanda (no en el hueso).
  - La presión con un tejido limpio es combinada con elevar la extremidad herida, para intentar reducir la corriente sanguínea que fluye hacia allí.
  - Existen algunas sustancias que hacen que una herida se cierre rápidamente. El pegamento instantáneo de cianoacrilato (como Loctite Super-Glue, Ceys Super Unick, Pega Loka 3, Super Bond y otros), de uso no-médico, ha sido utilizado a veces como recurso de emergencia para pegar heridas. Pero también hay algunas versiones médicas del pegamento (como Dermabond) diseñadas solamente para cerrar heridas,[9] las cuales son llamadas 'pegamento para la piel' (o 'adhesivos tisulares'). No es aconsejable utilizar sólo pegamento para unir zonas de movimientos frecuentes y donde haya mucha tensión (como las articulaciones). Los agentes hemostáticos (antihemorrágicos o coagulantes) favorecen que la sangre se coagule y la herida se cierre, pero son incompatibles con ciertas enfermedades, como la hemofilia. Un nuevo producto de este tipo (Traumagel, antes Cresilon Hemostatic Gel o CHG, Vetigel en su versión veterinaria)[10][11] permite incluso cerrar grandes heridas en breves instantes. Los agentes hemostáticos no son desinfectantes, sino sustancias destinadas directamente o indirectamente a cerrar las heridas,[12] aunque son de uso profesional y por ello normalmente difíciles de encontrar.Puntos de papel de mariposa. Colocarlos manteniendo la herida cerrada cuando ya se haya secado, y pegándolos desde un extremo de la tira hacia el otro, como cualquier otra tira. Algunos de estos puntos están hechos para resistir la humedad.

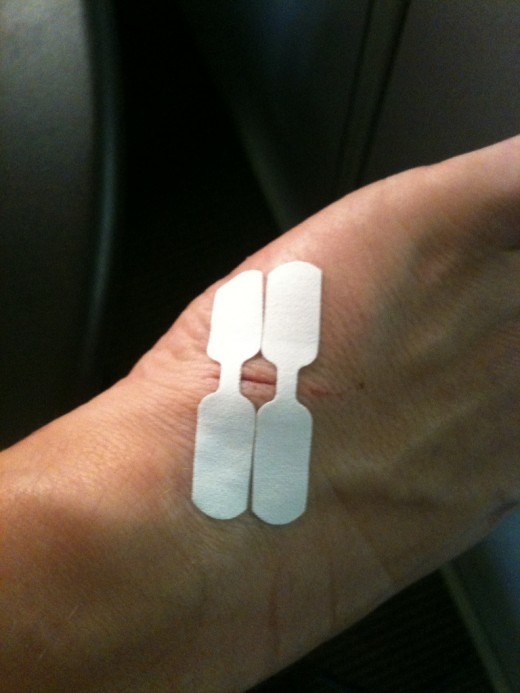
Puntos de papel de mariposa. Colocarlos manteniendo la herida cerrada cuando ya se haya secado, y pegándolos desde un extremo de la tira hacia el otro, como cualquier otra tira. Algunos de estos puntos están hechos para resistir la humedad.

  - En sentido inverso a los agentes coagulantes contra las hemorragias, los pacientes que necesitan tomar medicamentos anticoagulantes para alguna enfermedad (como la fibrilación auricular, las embolias por trombo y otras),[13] pueden requerir suspender y posiblemente revertir la toma de medicamentos anticoagulantes mientras estén padeciendo una hemorragia importante, para así favorecer la detención del sangrado.
  - El frío puede ser de alguna utilidad (con agua muy fría, hielos, etc.), al menos para comprimir los vasos sanguíneos.
  - Las heridas abiertas más amplias pueden requerir coserlas con puntos de sutura. Para ello, conviene llevar al paciente a un centro médico donde esa operación sea realizada por un especialista, tras suministrar al paciente una anestesia en la zona afectada. Algunos hilos de sutura están hechos para ser absorbidos por el cuerpo tras un tiempo. Las heridas también pueden ser grapadas con grapas quirúrgicas. Un sistema alternativo parecido son los 'puntos de papel' (como los Steri-Strips), unas tiras adhesivas similares a las tiritas (o curitas) pero más finas (más amplias en su versión de 'mariposa', llamadas butterfly closure strips o butterfly stitches). El uso de puntos de papel tiene los inconvenientes de que requiere cierta precisión[14] y que la herida esté muy seca. Sin embargo, en los últimos tiempos han sido desarrollados puntos de papel que resisten mayor humedad, sean en versión tira (closure strips - waterproof) o en versión mariposa (butterfly closure strips - waterproof).
  - Hay casos de heridas graves y especiales: la herida perforante en el tórax (la parte superior del tronco, que puede haber afectado a los pulmones), la herida perforante en el abdomen (vientre), las heridas en los ojos, y las amputaciones (partes desprendidas fuera del cuerpo), y requieren añadirles un tratamiento adicional para heridas graves especiales.
  - En emergencias en las que hay un miembro (una mano, un tobillo, etc.) sangrando de manera extrema, es posible plantearse hacer un torniquete que complemente a la presión directa con un tejido sobre la herida. El torniquete es una atadura que comprime a la extremidad donde está la herida, pero la comprime por una zona más cercana al tronco que la herida, lo que detendría gran parte de la circulación sanguínea que va hacia allí. Eso permite detener la pérdida de sangre hasta que el paciente sea atendido por profesionales sanitarios. Sin embargo, en casos raros, un torniquete no realizado adecuadamente puede conllevar varios problemas: fallo deteniendo el sangrado, aumento continuo del sangrado, o la anulación total de la oxigenación del miembro atado hasta provocarle algún tipo de necrosis que lleve a la pérdida de ese miembro. Por todo ello, está recomendado evitar los torniquetes en casos normales. Además, no colocar torniquetes alrededor del cuello.Puntos de presión arterial. Presionar en ellos reduce o interrumpe el paso de corriente sanguínea hacia delante. No interrumpir totalmente el paso de sangre hacia la cabeza.

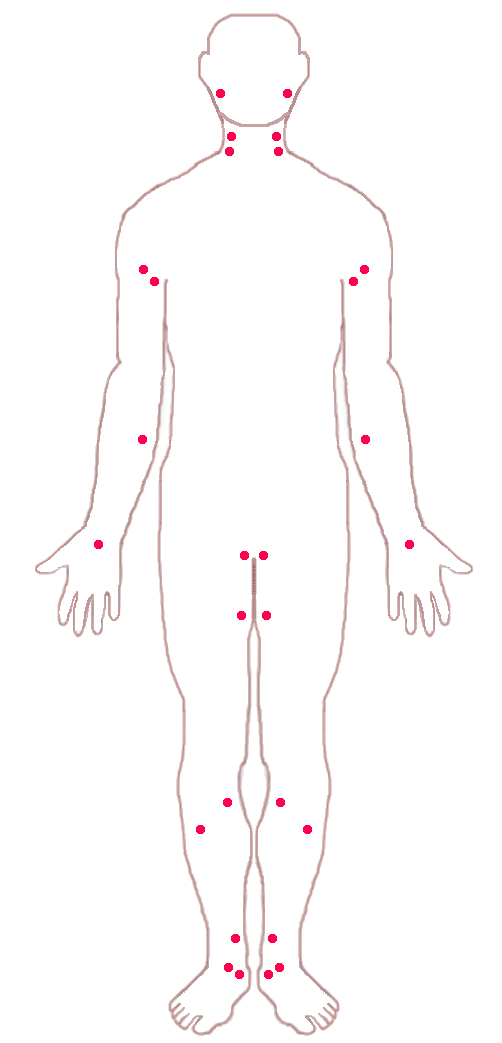
Puntos de presión arterial. Presionar en ellos reduce o interrumpe el paso de corriente sanguínea hacia delante. No interrumpir totalmente el paso de sangre hacia la cabeza.

  - Como una alternativa suave al torniquete, y que complemente a la presión directa sobre la herida con un tejido, es posible mantener presionado al punto de presión arterial más cercano a la herida: el punto principal del cuerpo por donde pasa sangre arterial hacia la herida (ver dibujo). Los puntos de presión arterial coinciden con puntos en los que es posible tomar el pulso. Tras detenerse la hemorragia, liberar poco a poco la presión sobre el punto de presión arterial. Hay que tener en cuenta que apretar demasiado sobre los puntos de presión arterial del cuello puede ser peligroso, provocando que el paciente caiga inconsciente por el corte de su circulación sanguínea.
  - Otro sistema para detener el sangrado es la cauterización de la herida mediante una quemadura por calor. Esa operación es realizada con instrumentos médicos profesionales, de tipo eléctrico, que producen electrocoagulación o electrocauterización, y que también pueden estar equipados con funciones de cortar o pulverizar tejido. Sin embargo, en la antigüedad, la cauterización era realizada con metales recalentados aplicados sobre la herida (de maneras habitualmente farragosas y dolorosas).
6. Desinfectar la herida con un desinfectante (antiséptico) cuando su emisión de sangre esté detenida. Algunos desinfectantes son: la povidona yodada (en Betadine, Acydona, Heridine, etc.), la merbromina, y la clorhexidina (para heridas dentro de la boca, no combinable con el yodo). También son comúnmente utilizados como antioxidantes el alcohol (principalmente el etílico y el isopropílico), y el agua oxigenada, aunque pueden producir una leve quemazón en la herida. No colocar sobre la herida sustancias extrañas (como cremas, aceites, pasta de dientes etc.), pues pueden causar incluso la infección de la herida. Los ojos requieren productos especiales para su desinfección, no los normales (y cualquier otra parte del cuerpo especialmente delicada también puede requerir productos especialmente suaves para ello). La desinfección de quemaduras requiere sus propias sustancias para poder realizarla de la mejor manera, dentro del proceso de tratamiento de las quemaduras.
7. Tapar y comprimir la herida, que ya no sangra y está desinfectada, utilizando algún tipo de vendaje o tejido que valga para taparla: tiritas (o curitas), esparadrapos, etc.
8. Si la situación se complica, llevar al paciente a un centro médico. Los motivos incluyen el haber perdido demasiada sangre (lo que puede requerir una transfusión),[15] el haber recibido una mordedura animal venenosa (lo que requiere su antídoto), y el no estar vacunado contra el tétanos (lo que requiere esa vacuna).

### Tratamiento adicional de las hemorragias en heridas graves especiales
Algunas heridas graves requieren cuidados especiales añadidos a los normales, así:

#### Herida perforante en el tórax (en tronco)
Puede conllevar presencia de aire en la cavidad pleural, producida por la entrada de aire desde el exterior (herida torácica, neumotórax abierto), lo que provocaría un dolor intenso y dificultad respiratoria.
Requiere el tratamiento normal para hemorragias, y además:
- No extraer los objetos que hayan quedado clavados peligrosamente en la herida torácica, por el riesgo de que la hemorragia se agrave en esa extracción, sino inmovilizarlos, y esperar a que un profesional los extraiga. En cualquier caso, si un objeto clavado fuese extraído antes, y eso produjese una hemorragia interna adicional, el paciente podría intentar detenerla encogiéndose en alguna posición en la que note que está mejor, y además seguiría presionando sobre su herida, para así contener la pérdida de sangre que esté saliendo hacia fuera desde allí.
- Taponamiento oclusivo parcial: cubrir la herida con algún apósito (tejido) limpio y estéril, en una forma rectangular, y cerrarlo con algún tipo de cinta adhesiva pero sólo en 3 de sus 4 lados. Eso impide que el aire ambiental entre en la pared torácica durante la inspiración, pero permite que el aire interno salga durante la espiración.
- Traslado urgente a un centro médico en posición semisentado.
- No dar de beber a la víctima (si es posible) durante la hemorragia. Los líquidos ingeridos producirán una vasodilatacion, la sangre se diluirá y perderá coagulación, en esta fase el individuo podría llegar a la etapa terminal.
- Vigilar periódicamente el estado de la víctima en sus constantes vitales.
- Cuando la emisión de sangre de la herida esté detenida, desinfectarla con algún desinfectante (antiséptico), como la povidona yodada (presente en Betadine, Acydona, Heridine, etc.).
- Tras la desinfección, colocar un vendaje compresivo sobre la herida.

#### Herida perforante en el abdomen (en vientre)
Las complicaciones más frecuentes de una herida perforante en el abdomen son: hemorragia interna, perforación del tubo digestivo, y salida de asas intestinales.
Requiere el tratamiento normal para hemorragias, y además:
- No extraer los objetos que estén clavados peligrosamente en la herida abdominal, por el riesgo de que la hemorragia se agrave durante su extracción, sino inmovilizarlos, y esperar a que un profesional los extraiga. Aunque, si un objeto clavado fuese extraído antes, y eso produjese una hemorragia interna adicional, el paciente podría permanecer encogido intentando que eso la detenga (en cualquier caso, el paciente notaría en qué posición está mejor, y además seguiría presionando sobre su herida para así contener la pérdida de sangre que esté saliendo hacia fuera desde allí).
- Cubrir la herida con un apósito (tejido) estéril humedecido. Esto sería realizado sin extraer a cualquier objeto clavado allí peligrosamente.
- Traslado urgente a un centro médico en posición decúbito supino (boca arriba) con las piernas flexionadas.
- No reintroducir contenido intestinal (cubrirlo con apósito estéril húmedo).
- No dar de comer ni de beber (si es posible) durante la hemorragia..
- Vigilar periódicamente el estado de la víctima en sus constantes vitales.
- Cuando la emisión de sangre de la herida esté detenida, desinfectarla con algún desinfectante (antiséptico), como la povidona yodada (en Betadine, Acydona, Heridine, etc.).
- Tras la desinfección, colocar un vendaje compresivo sobre la herida.

#### Heridas oculares (en ojos)
Requieren el tratamiento normal para hemorragias, y además:
- Tumbar al herido con la cabeza bien sujeta, permaneciendo inmóvil y con la mirada fija.
- En el caso de que exista algún cuerpo extraño en el ojo, y no esté clavado peligrosamente, intentar sacarlo. Para ello, la primera medida sería intentar arrastrar el cuerpo extraño por medio de un chorro de agua. Pero, si el objeto ha penetrado en el ojo de manera peligrosa, dejarlo inmovilizado, llamar a los servicios médicos de emergencia, y cubrir y mantener sujeto el ojo dañado sin comprimirlo excesivamente.
- Colocar tres o cuatro compresas de gasas sobre los dos ojos cerrados, sujetarlas con vendas sin comprimir excesivamente, y avisar a los servicios médicos.
- Trasladar al paciente a un centro médico de urgencias. Si el traslado es en vehículo particular, el paciente debe ir en el asiento de al lado del conductor, sin apoyar la cabeza, nunca en asientos traseros o con la cabeza apoyada.
- Cuando la emisión de sangre de la herida esté detenida, desinfectarla con un desinfectante especialmente indicado para ojos (no con uno normal).
- Si la irritación continúa, el paciente debe ser examinado por un médico.
- Ante quemaduras, cubrir al ojo sin comprimir, y trasladar al paciente urgentemente a un hospital.

#### Amputaciones (pérdida de partes del cuerpo)
Se denomina amputación traumática o desprendimiento traumático a la pérdida de algún miembro, o parte de él, como consecuencia de un traumatismo. En estos casos suele ocurrir un acto reflejo de constricción de los vasos sanguíneos producido por la depresión, que retrasa que la persona muera desangrada (aunque existe inevitablemente abundante pérdida de sangre).
Requieren particularmente:
- Controlar la hemorragia de la zona de la amputación. El método principal sigue siendo presionar la herida con un paño limpio, pero también puede ser usado un torniquete, si procede. Si es añadido torniquete, éste no se deberá aflojar o retirar, pues eso podría generar un 'síndrome compartimental', formando un coágulo sanguíneo y haciendo que este llegue a alguna arteria u órgano vital importante, causando así el infarto de dicho órgano o región, y, en el peor de los casos, produciendo la muerte del paciente.
- Cuando la emisión de sangre de la herida esté detenida, desinfectarla con algún desinfectante (antiséptico), como los que contienen povidona yodada: Betadine, Acydona, Heridine, etc.
- Tras la desinfección, colocar un vendaje compresivo sobre la herida.

Tratamiento de la parte del cuerpo desprendida:
- Se cubrirá con apósitos (tejidos) estériles.
- Se colocará dentro de una bolsa de plástico desinfectada (por ejemplo, rociando allí un desinfectante como los que contienen povidona yodada: Betadine, Acydona, Heridine, etc.), y esa bolsa será cerrada herméticamente.
- Colocar la bolsa anterior en otra bolsa o recipiente desinfectado con agua y hielo en su interior, ya que si sólo colocáramos hielo, la parte corre riesgo de congelación dejándola inhabilitada para el reimplante.
- Trasladar junto al lesionado a un centro especializado para su reimplante.

## Consecuencias

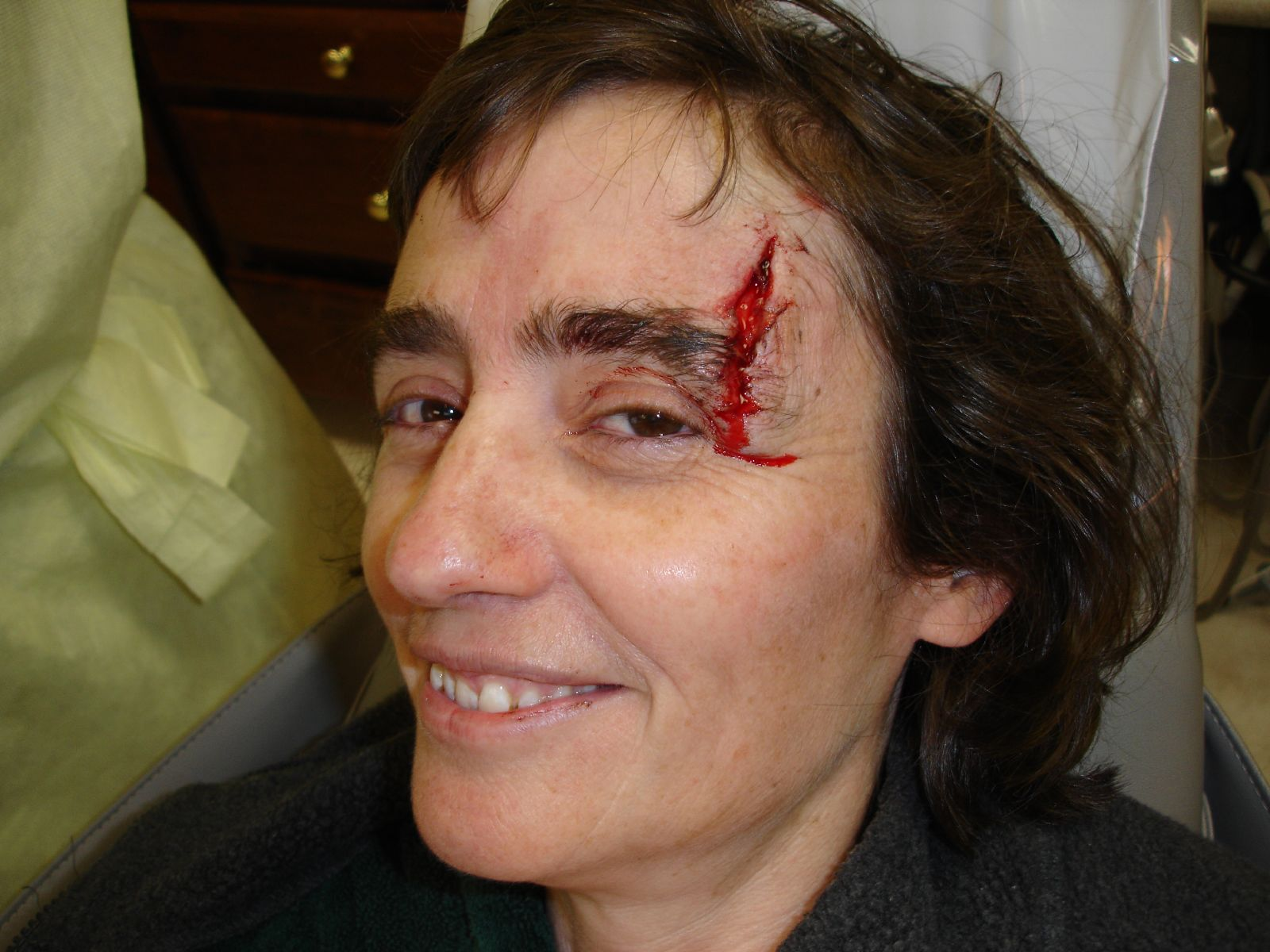
Herida sangrante

Cuando el sangrado es agudo e implica una pérdida de volumen de sangre mayor de un 15 %, suele ocurrir un "choque hipovolémico" o "shock hemorrágico". La supervivencia es poco probable cuando el sangrado es superior a un 35-45 % de la volemia. 
La gravedad de una hemorragia depende de: 
1. La velocidad con que se pierde la sangre.
2. La pérdida del volumen de sangre o volemia.
3. Edad de la persona.
4. Estado psíquico.

## Etimología
La palabra "hemorragia" viene del latín haemorrhagia, del griego antiguo αἱμορραγία (haimorrhagía, "un sangrado violento"), de αἱμορραγής (haimorrhagḗs, "sangrando violentamente"), de αἷμα (haîma, "sangre") + -ραγία (-ragia), de ῥηγνύναι (rhēgnúnai, "romper, reventar").